# Thalbürgel
Thalbürgel ist ein Ortsteil der Stadt Bürgel im Saale-Holzland-Kreis in Thüringen.

## Lage
Thalbürgel liegt etwa einen Kilometer südlich der Stadt Bürgel und etwa zwölf Kilometer östlich von Jena im Tal der Gleise, während die Stadt Bürgel auf der gegenüberliegenden Talseite auf einem Hügel liegt. Der Ortskern befindet sich zwischen dem Lauf der Gleise im Osten und den Teichen des ehemaligen Klosters im Westen. Im Norden geht Thalbürgel in Gniebsdorf über, während südlich des Dorfes auf der Zense eine neue Eigenheimsiedlung entstand. Durch Thalbürgel führt die Straße von Bürgel nach Stadtroda, während die Bundesstraße 7 etwas nördlich an Thalbürgel vorbeiführt.

## Geschichte
Thalbürgel entstand durch die Gründung des Klosters Thalbürgel im Jahr 1133. In der Folgezeit entstand das Dorf um die Klosterkirche in der Mitte. Die benachbarte Stadt Bürgel ist eine planmäßige Gründung des 13. Jahrhunderts, somit etwas jünger als Thalbürgel. Die Klosterkirche bestimmt bis heute das Ortsbild und gehört zu den bedeutendsten romanischen Kirchen in Thüringen. Neben der Klosterkirche befindet sich ein Zinsspeicher, in dem ein heimatgeschichtliches Museum untergebracht ist.
Nach der Auflösung des Klosters im Zuge der Reformation wurde Thalbürgel im Jahr 1526 der Hauptort des ernestinischen Amts Bürgel. Dieses gehörte aufgrund mehrerer Teilungen zu verschiedenen Ernestinischen Herzogtümern. Ab 1815 war der Ort Teil des Großherzogtums Sachsen-Weimar-Eisenach,  welches ihn 1850 dem Verwaltungsbezirk Weimar II (Verwaltungsbezirk Apolda) angliederte. 1920 kam der Ort zum Land Thüringen.
Am 1. März 1951 wurde die bis dahin eigenständige Gemeinde Gniebsdorf eingegliedert.

## Persönlichkeiten
- Walter Gebauer (1907–1989), Töpfermeister und einer der einflussreichsten Keramiker der DDR